# Zbigniew Raj
Zbigniew Raj (ur. 6 listopada 1942 w Krakowie) – polski kompozytor muzyki filmowej i teatralnej, autor piosenek kabaretowych i estradowych, autor tekstów, monologów i scenariuszy programów telewizyjnych, artysta Piwnicy pod Baranami. Twórca kompozycji do tekstów między innymi: Stanisława Ignacego Witkiewicza, Tytusa Czyżewskiego, Wiesława Dymnego i Stanisława Barańczaka, a także własnych, zawierających często dużą dawkę absurdalnego humoru. Jego kompozycje zostały nagrane na płytach Piwnicy pod Baranami oraz zespołu Tropicale Thaitii Granda Banda. Członek Polskiej Akademii Filmowej.

## Życiorys
Urodził się i wychował w Krakowie, gdzie ukończył II LO im. Króla Jana III Sobieskiego i studiował w krakowskiej Akademii Muzycznej. Swoją drogę artystyczną zaczynał w krakowskich klubach jazzowych. Był jednym z założycieli i kierownikiem artystycznym zespołu Tropicale Thaiti Granda Banda, dla którego skomponował niemal wszystkie piosenki. Był szefem big-bandu, działającego w krakowskim Jazz Klubie „Helikon”.
W okresie stanu wojennego związał się z Piwnicą pod Baranami, dzięki Annie Klimas, dla której napisał muzykę do utworu „Niedziela”. W krakowskiej Piwnicy pod Baranami pełnił funkcję kompozytora, współtwórcy programu i pieśniarza ekspresyjnego. Wtedy też po raz pierwszy skomponował muzykę do twórczości Witkacego i stał się tym samym niedoścignionym interpretatorem jego twórczości. Z piosenek najbardziej znane to: „Taki kraj” (sł. Jan Pietrzak), „Kielce” (sł. Witkacy), „Matka Boska Częstochowska” (sł. Jan Lechoń), „A taki miał być przyjemny nastrój” (sł. Witkacy), „Koty za płoty” (sł. Zbigniew Raj) i „Na chorobowem” (sł. Ludwik Jerzy Kern), „Tarantula” (sł. Witkacy), „A taki miał być przyjemny nastrój” i „A revederci”. Brał udział w stworzonym przez Aleksandra Glondysa projekcie „Ellington po krakowsku”, a także w projektach telewizyjnych i estradowych. Brał udział w 8 Festiwalach Opolskich, a jako pieśniarz ekspresyjny nagrał dla TVP 3 swoje autorskie recitale. W 1992 r. na zamówienie TVP został nakręcony film krótkometrażowy, przedstawiający go jako ekscentrycznego kompozytora, zaś w 1998 r. w krakowskim teatrze STU odbył się jego uroczysty Telewizyjny Benefis.
W 1985 jako autor muzyki do filmu W starym dworku, czyli niepodległość trójkątów (1984) według Witkacego w reżyserii Andrzeja Kotkowskiego otrzymał Złote Lwy na X Festiwalu Polskich Filmów Fabularnych w Gdańsku. Był także autorem muzyki teatralnej do przedstawień: Rycerze (1983) Arystofanesa, Nowe Betlejem polskie (2001) Lucjana Rydla oraz Nienasyceni, czyli mowy żałobne z Witkacym w tle (2004) Wiesława Saniewskiego w Teatrze „Bagatela” (m.in. do utworu „I-lustracja”).
Skomponował ok. 200 piosenek kabaretowych i estradowych. Był autorem scenariuszy programów telewizyjnych do własnego, autorskiego programu cyklicznego Raj utrącony, a także twórcą licznych tekstów piosenek.
Pisał muzykę do filmów fabularnych, w tym Trzy stopy nad ziemią (1984), Dziewczęta z Nowolipek (1985), Rajska jabłoń (1985), Cyrk odjeżdża (1987), Męskie sprawy (1988), Piggate (1990) i Wirus (1996) oraz serialu Bao-Bab, czyli zielono mi (2003), a także do telewizyjnych widowisk poetycko-muzycznych, m.in. Wiersze i krajobrazy (1984) i Twarze Witkacego, czyli regulamin firmy portretowej (1986).
9 września 2016 Prezydent RP Andrzej Duda odznaczył go Złotym Krzyżem Zasługi za „wybitne zasługi w działalności na rzecz polskiej kultury, za osiągnięcia w pracy artystycznej i stworzenie ważnego ośrodka twórczości artystyczno-intelektualnej miasta Krakowa”.

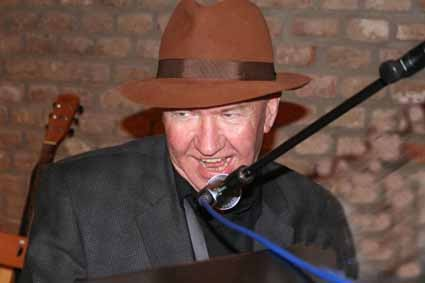
Zbigniew Raj

## Filmografia
| Rok  | Tytuł                                            | Reżyser                            |
| ---- | ------------------------------------------------ | ---------------------------------- |
| 1984 | W starym dworku, czyli niepodległość trójkątów   | Andrzej Kotkowski                  |
| 1984 | Trzy stopy nad ziemią                            | Jan Kidawa-Błoński                 |
| 1985 | Dziewczęta z Nowolipek                           | Barbara Sass                       |
| 1985 | Rajska jabłoń                                    | Barbara Sass                       |
| 1987 | Kredą rysowane (film krótkometrażowy)            | Lesław Wilk                        |
| 1987 | Cyrk odjeżdża                                    | Krzysztof Wierzbiański             |
| 1988 | Męskie sprawy                                    | Jan Kidawa-Błoński                 |
| 1989 | Po upadku                                        | Andrzej Trzos-Rastawiecki          |
| 1990 | Piggate (Świnka)                                 | Krzysztof Magowski                 |
| 1995 | Wspomnienia o Janie Lechoniu (film dokumentalny) | Tomasz Kamiński                    |
| 1996 | Wirus                                            | Jan Kidawa-Błoński                 |
| 2001 | Ostatni blues (Az utolsó blues)                  | Peter Gardos                       |
| 2003 | Bao-Bab, czyli zielono mi (serial TV)            | Jan Kidawa-Błoński, Krzysztof Lang |

Spektakle teatralne i widowiska telewizyjne(muzyka i piosenki):
- „Rycerze” – 1983 r. Teatr Miniatura – Kraków.
- „Wiersze-Krajobrazy” – 1984 r. TVP 2.
- „Koty” – 1985 r. TVP 2.
- „Firma portretowa” (wg Witkacego) – 1986 r. TVP 2.
- „Księga absurdu” – 1987 r. TVP 2.
- „Hasior” (2 odc.) – 1990 r. TVP 2.
- „Kernalia” (2 odc.) – 1995 r. TVP 2.
- „Raj utrącony” (6 odc.) – telewizyjny program cykliczny wg własnego scenariusza 1996 – 97 r. TVP 2.
- „Nienasyceni” – 2005 r. Teatr „Bagatela”- Kraków (muzyka i scenariusz).
- „Szak, szak – Haj” – recital autorski wg własnego scenariusza, 1995 r. TVP 2.
- „Raj, czyli da – bap” – recital autorski wg własnego scenariusza, 1996 r. TVP 2.
- „Benefis Zbigniewa Raja” – 1998 r. TVP 2.
- „Hałas nocy” – recital autorski wg własnego scenariusza, 2000 r. TVP 2.

Ponadto udział w wielu telewizyjnych programach rozrywkowych.
Książki:
- J.Olczak-Roniker „Piwnica pod Baranami”
- G.Tusiewicz „Jazz-klub Helikon”
- W.Krupiński „Głowy piwniczne”